# Dabo (Sénégal)
Pour les articles homonymes, voir Dabo (homonymie).
Dabo est une commune du sud du Sénégal située dans le département de Kolda et la région de Kolda, en Haute-Casamance, proche de la Guinée-Bissau. Implantée entre Kolda et Vélingara, elle est traversée par la route nationale N6.
Le village a été érigé en commune en juillet 2008. 
Selon une source officielle, Dabo compte 1 952 habitants et 181 ménages. 
À vol d'oiseau, les localités les plus proches sont Saré Ogo, Dialambéré, Tabassaye Mandingue, Thiaféna, Koumamboure Maounde et Saré Paté.
La Forêt classée de Dabo couvre une superficie de 13 300 hectares (Inventaire 1984). Sa végétation est constituée de forêt claire et de savane arborée.